# Cybaeus asahi
Espèce
Cybaeus asahi est une espèce d'araignées aranéomorphes de la famille des Cybaeidae.

## Distribution
Cette espèce est endémique de la préfecture de Yamagata sur Honshū au Japon,. Elle se rencontre vers Nishikawa sur le mont Nakasaki.

## Description
Le mâle holotype mesure 2,95 mm et la femelle paratype mesure 2,88 mm.

## Étymologie
Son nom d'espèce lui a été donné en référence au lieu de sa découverte, les monts Asahi.

## Publication originale
- Kobayashi, 2006 : Ten new species of the genus Cybaeus (Araneae: Cybaeidae) from central Honshu, Japan. Acta Arachnologica, vol. 55, no 1, p. 29-44 (texte intégral).